# ファイナルライフ -明日、君が消えても-
『ファイナルライフ -明日、君が消えても-』（ファイナルライフ-あした、きみがきえても-）は、Amazonプライム・ビデオにて、2017年9月8日から配信されている日本のドラマ。
松田翔太とSHINeeのテミンが主演を務め、テミンは本作が日本のドラマ初出演となる。全12話。

## あらすじ
警視庁特殊班のエース川久保稜（松田翔太）はアメリカからやって来たソン・シオン（テミン）という謎の男を警視庁まで移送する任務を与えられる。しかしその途中で、車両が銃撃に遭い同僚の黒木（奥田瑛二）が殺されてしまう。さらに都内で爆破事件が起こり、稜はなぜかシオンとともに特殊班として捜査をするよう命令を受ける。命も危ぶまれる危険な捜査を続ける稜だったが、シオンが驚異の洞察力を発揮し助けられる。さらに事件を追っていくが、そんな最中にシオンが何者かに狙われ頭を撃たれてしまう。病院に運ばれ手術は成功するが、シオンの脳には大掛かりな手術を受けている痕跡があり、シオンが何者かに命を狙われていることも明らかとなる。そして一方、稜には佳菜（瀧本美織）という想いを寄せる女性がいた。アメリカから日本に帰国し犯罪に巻き込まれた佳菜を稜が救ったのが二人の出会いだったが、佳菜はかつてアメリカで医師を目指しており、ミンジュンという同じく医大生の恋人を亡くした過去があった。

## キャスト
- 川久保稜 - 松田翔太
- ソン・シオン/イ・ミンジュン - テミン（SHINee）
- 綾辻佳菜 - 瀧本美織
- 浅田拓人 - 戸次重幸
- 叶理沙 - 野波麻帆
- 綾辻秀樹 - 佐野史郎
- 稜の母親 - 森口瑤子
- 黒木 - 奥田瑛二
- 本田賢一 - 哀川翔

## 主題歌・挿入歌
主題歌
- テミン『What's This Feeling』[3]

挿入歌
- テヨン（少女時代）『Rescue Me』[3]
- EXO-CBX『Cry』[3]
- テミン『I'm Crying』[3]

## スタッフ
- 監督 - 蔵方政俊、ヤングポール、八神隆治、丸山健志
- 脚本 - 川嶋澄乃、大浦光太、谷口純一郎、久松真一
- プロデューサー - 長澤佳也（リアルプロダクツ）、小林和紘（フジクリエイティブコーポレーション）
- 企画プロデュース - 東康之（フジテレビ）
- アソシエイトプロデューサー - 三宅川敬輔（フジクリエイティブコーポレーション）
- 製作 - 前田和也